# Antártida (novela)
Antártida (título original: Antarctica, 1997) es una novela de ciencia ficción del escritor estadounidense Kim Stanley Robinson. Trata sobre una variedad de personajes que viven o visitan una estación de investigación en la Antártida. Incorpora muchos de los temas comunes de Robinson, incluidos los procesos científicos y la importancia de la protección del medio ambiente.

## Sinopsis
La mayor parte de la historia se centra en la estación de McMurdo, el asentamiento más grande de la Antártida, que se ejecuta como una estación de investigación científica por los Estados Unidos. El estilo característico de múltiples protagonistas de Robinson se emplea aquí para mostrar muchos aspectos de la vida polar; entre los puntos de vista presentados se encuentran los de X, un joven idealista que trabaja como asistente general de campo en McMurdo; Val, una guía de trekking; y Wade Norton, que trabaja para el senador californiano Phil Chase (Wade y Phil también aparecen en la trilogía "Ciencia en la Capital"). Además de McMurdo, la historia incluye la estación Amundsen-Scott, el glaciar Shackleton, los valles secos de McMurdo y una plataforma de perforación sudamericana cerca del macizo de Roberts.

## Temática
Antártida involucra muchas de las ideas que Robinson usa en otros lugares; como en la trilogía de Marte, se pone mucho énfasis en la importancia de vivir de manera sostenible y en los problemas de subsistir en un ambiente hostil. La importancia de la Antártida como un "continente para la ciencia" se contrasta con la necesidad de proporcionar un entorno decente también para el personal de apoyo esencial en un lugar tan marginal. Otros temas recurrentes incluyen la escalada en roca, la cuestión física y corporal, el proceso y la ideología de la ciencia, la explotación de los recursos naturales y la formación de sistemas sociales cooperativos y anárquicos.
La novela estuvo muy influida por la estancia de Robinson en 1995 en la Antártida como parte del Programa de Escritores y Artistas Antárticos de la Fundación Nacional de Ciencias, y fue nominada para un Premio Locus en 1998. Si bien se realizó una investigación con gran detalle y, en general, con precisión, algunas revisiones señalaron que el libro se ralentizó en algunas partes debido a la gran cantidad de detalles técnicos e históricos.